# クサンティ県

クサンティ県
Περιφερειακή ενότητα Ξάνθης測地系: 北緯41度10分 東経24度55分 / 北緯41.167度 東経24.917度座標: 北緯41度10分 東経24度55分 / 北緯41.167度 東経24.917度

クサンティ県（クサンティけん、ギリシア語: Ξάνθη / Xánthi）は、ギリシャ共和国の東マケドニア・トラキア地方を構成する行政区（ペリフェリアキ・エノティタ）のひとつ。県都はクサンティ（クサンシ）。

## 地理

### 位置・広がり
ギリシャ内トラキア地方の最西部に位置し、その地方の中で、人口と面積は最小である。

### 地勢
北はロドピ山脈でブルガリアと国境を接し、南はエーゲ海に開けている。県の西にはカヴァラ県、北西にはドラマ県、東にはロドピ県とそれぞれ接している。県東部にはコウラ山脈があり、北東部にはパンピジオ山脈がある。

### 気候
クサンティ県の南部および中部は主に地中海性気候である。また、県北部および高地部では冬に寒冷な大陸性気候が主に見られる。

## 歴史
クサンティ県の史跡としては、ビザンツ帝国時代に建てられたクサンティ旧市街の城壁と、紀元前2世紀からコムニナに造られたマケドニア王国の地下墓地が有名である。19世紀には、タバコの生産・商業が急速に発達した。今でもほぼ残されている旧市街の居住区の風景を見ると、この時代のタバコ商人が繁盛していたことがうかがえる。

## 行政区画

クサンティ県

### 市（ディモス）
クサンティ県は、以下の自治体（ディモス、市）から構成される。人口は2001年国勢調査時点。
|   | 自治体名   | 綴り     | 政庁所在地      | 面積 Km² | 人口   |
| - | ---------- | -------- | --------------- | -------- | ------ |
| 1 | クサンティ | Ξάνθη    | クサンティ (el) | 495.4    | 55,360 |
| 2 | アヴディラ | Άβδηρα   | アヴディラ (el) | 314.8    | 18,573 |
| 3 | ミキ       | Μύκη     | スミンティ      | 627.0    | 15,724 |
| 4 | トピロス   | Τόπειρος | エヴラロ        | 312.5    | 12,199 |

### 旧自治体（ディモティキ・エノティタ）

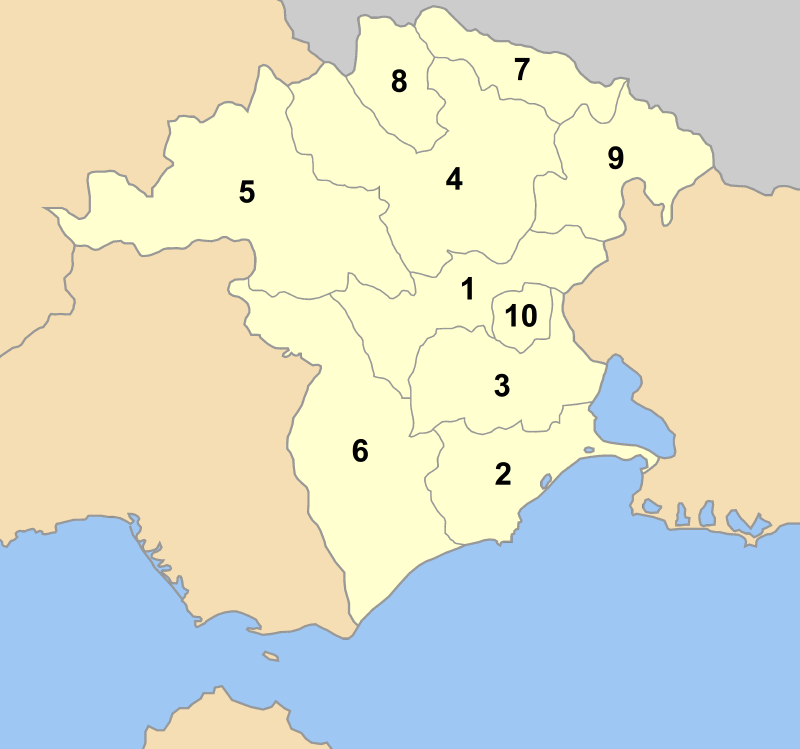
クサンティ県の旧自治体（1999年 - 2010年）

カリクラティス改革（2011年1月施行）以前の広域自治体（ノモス）としてのクサンティ県（Νομός Ξάνθης）は、以下の基礎自治体（ディモスとキノティタ）から構成されていた。改革後、旧自治体は新自治体（ディモス）を構成する行政区（ディモティキ・エノティタ）となっている。
下表の番号は右図と対応している。「旧自治体」欄で※印を付したものはキノティタ、それ以外はディモス。「政庁所在地」欄で太字になっているものは、新自治体の政庁所在地となったものを示す。
|    | 旧自治体     | 綴り        | 政庁所在地    | 新自治体   |
| -- | ------------ | ----------- | ------------- | ---------- |
| 1  | クサンティ   | Ξάνθη       | クサンティ    | クサンティ |
| 2  | アヴディラ   | Άβδηρα      | アヴディラ    | アヴディラ |
| 3  | ヴィストニダ | Βιστωνίδα   | ゲニセア (el) | アヴディラ |
| 4  | ミキ         | Μύκη        | ミキ          | ミキ       |
| 5  | スタヴルポリ | Σταυρούπολη | スタヴルポリ  | クサンティ |
| 6  | トピロス     | Τόπειρος    | エヴラロ      | トピロス   |
| 7  | テルメス ※   | Θέρμες      | テルメス (el) | ミキ       |
| 8  | コティリ ※   | Κοτύλη      | コティリ      | ミキ       |
| 9  | サトレス ※   | Σάτρες      | サトレス      | ミキ       |
| 10 | セレロ ※     | Σέλερο      | セレロ (el)   | アヴディラ |

- Διοικητική διαίρεση νομού Ξάνθης (πρόγραμμα Καποδίστριας) - クサンティ県の自治体・集落一覧（1999年 - 2010年）

## 文化・観光

### 歴史的地域
- アブデラ